# Uniramia
Uniramia é um subfilo proposto para os artrópodes, englobando os Myriapoda e Hexapoda, ou seja, os animais daquele filo que possuem apêndices "unirramosos".